# حدیده
حُدَیده (به عربی: الحدیدة)، مرکز استان حدیده در یمن است. بندر حدیده در ۱۵۰ کیلومتری جنوب غربی شهر صنعا، پایتخت یمن واقع شده‌است. این شهر مهم ترین بندر کشور یمن به حساب می آید و همچنین چهارمین شهر بزرگ کشور یمن محسوب میشود. جمعیت این شهر در سال ۲۰۲۴ میلادی ، حدود ۶۰۰ هزار تا ۸۰۰ هزار برآورد میشود.
حدیده چهارمین شهر بزرگ یمن و بندر اصلی این کشور در دریای سرخ است. جمعیت این شهر بین ۴۰۰ هزار تا ۶۰۰ هزار نفر برآورد شده‌است.
این بندر به واسطه دسترسی به دریای سرخ، مواد غذایی و کمک‌های انسان‌دوستانه میلیون‌ها نفر را در یمن تأمین می‌کند.